# Оуквил (Вашингтон)
Оуквил (на английски: Oakville) е град в окръг Грейс Харбър, щата Вашингтон, САЩ. Оуквил е с население от 675 жители (2000) и обща площ от 1,2 km². Намира се на 29 m надморска височина. ЗИП кодът му е 98568, а телефонният му код е 360.